# 吉岡町立明治小学校
吉岡町立明治小学校（よしおかまちりつめいじしょうがっこう）は、群馬県北群馬郡吉岡町北下にある公立小学校。吉岡町の西半分を校区としている。
前橋市のベッドタウンとして発展する吉岡町にあって、現校舎は、建設当時村立であったにもかかわらず、鉄筋コンクリート造4階建ての近代的な校舎となっている。また県内でも有数の児童数を誇る。

## 校名の由来
- 設置当時の村名が旧明治村であったため。

## 沿革
- 1873年（明治6年） - 上野田学校創設
- 1875年（明治8年） - 野田学校及び下村学校創設
- 1884年（明治17年） - 第45学区25番学校として指定される。
  - これを明治小学校開校とする。
- 1889年（明治22年） - 明治村春桃尋常小学校と改称。
- 1891年（明治24年） - 明治村明治尋常小学校に改称。
- 1931年（昭和6年） - 火災により校舎焼失。同年内に建て替える。
- 1941年（昭和16年） - 明治村国民学校に改称。
- 1947年（昭和22年） - 群馬郡明治村立明治小学校に改称。
- 1949年（昭和24年） - 群馬郡から北群馬郡に変更。
- 1953年（昭和28年） - 隣接する明治中学校からの出火で校舎全焼。
  - 同年11月に新校舎竣工
- 1955年（昭和30年） - 明治村と駒寄村が合併して吉岡村となる。これにより、吉岡村立となる。
- 1979年（昭和54年） - 現校舎竣工。
- 1980年（昭和55年） - 体育館完成
- 1991年（平成3年） - 吉岡村の町制施行により、吉岡町立となる。

## 児童数の変容
- 平成22年　578人
- 平成25年  553人
- 平成30年　607人
- 令和4年　 632人

## 学区
- 吉岡町小倉、上野田、下野田、北下、南下の一部、陣場、大久保の一部[1]

## 交通
- 高崎駅、渋川駅より関越交通高崎渋川線で北下下車、徒歩10分。
- 前橋駅より日本中央バス上野田四つ角行きで新田下車、徒歩10分。